# Harald Sütterlin
Harald Sütterlin (* 3. April 1948 in Breisach am Rhein) ist ein ehemaliger deutscher Radrennfahrer und nationaler Meister im Radsport.

## Sportliche Laufbahn
Sütterlin war im Straßenradsport aktiv. 1972 gewann er die Deutsche Bergmeisterschaft der Amateure. In der Straßenmeisterschaft wurde er 1969 Dritter. 1971 bestritt er mit der Nationalmannschaft das britische Milk Race und kam auf den 48. Gesamtrang. Die Rheinland-Pfalz-Rundfahrt 1970 beendete er auf dem 7. Platz. 
Bei den Straßenradsport-Weltmeisterschaften 1969 startete er für den Bund Deutscher Radfahrer im Einzelrennen und belegte den 76. Platz., 1970 wurde er 78.